# Rust (Baden-Württemberg)
Rust é um município da Alemanha, no distrito de Ortenaukreis, na região administrativa de Freiburg , estado de Baden-Württemberg.
Rust também abriga o Europa Park, o segundo parque mais famoso da Europa, Apenas atrás do DisneyLand Paris, localizado na cidade francesa de Paris.